# NGC 4895
NGC 4895 (również PGC 44737 lub UGC 8113) – galaktyka soczewkowata (S0), znajdująca się w gwiazdozbiorze Warkocza Bereniki. Odkrył ją Heinrich Louis d’Arrest 5 maja 1864 roku.
Według niektórych źródeł, obiekt NGC 4896 zaobserwowany przez Guillaume’a Bigourdana w 1885 roku, tradycyjnie identyfikowany jako galaktyka PGC 44768, to w rzeczywistości NGC 4895, a błędna identyfikacja wynikła z błędu podanej przez Bigourdana pozycji obiektu.